# Patrick Souillot
Pour les articles homonymes, voir Souillot.
Patrick Souillot est un chef d'orchestre français né le 19 juillet 1964 à Besançon.

## Biographie
Fasciné par la retransmission télévisée d'un concert dirigé par Leonard Bernstein, Patrick Souillot se prend d'une passion pour la direction d'orchestre dès l'âge de 6 ans.
Il étudie donc la musique à Besançon, à Strasbourg et à Reims auprès de Jean Sébastien Béreau puis entre au conservatoire de Paris dans la classe de direction d'orchestre de Gianfranco Rivoli.
C'est au cours d'une master class auprès de Leonard Bernstein que ce dernier repère Patrick Souillot. Il devient alors l'élève puis l'assistant du maître. Il suit la tournée des 70 ans de Leonard Bernstein en tant que chef d'orchestre assistant.
À la mort de Bernstein, il est amené à diriger les orchestres les plus prestigieux. Il a notamment été invité à diriger le London Symphony Orchestra par Sir Colin Davis lors du Discovery Conducting Day.
Il a été conseiller artistique et pédagogique pour le conseil général de Haute-Savoie ( Annecy), puis professeur de direction et directeur des études au conservatoire national de Montpellier.
Et depuis 1989 il dirige l'Orchestre symphonique universitaire de Grenoble.
Il a dirigé à Montpellier,Toulouse, Avignon, Cannes, Paris, mais aussi Riga, Moscou, Hong Kong, Ankara, Sofia, Marrakech, Jeddah, Cracovie, Doha, Stuttgart...
Il collabore comme premier chef invité  avec l'orchestre d'Eskisehir (Turquie) depuis 2008 et a enregistré avec cet orchestre  turc un CD consacré  à des concerti pour 2 pianos de Dana Suesse, Harl McDonald et Ralph Vaughan William, avec le duo Long (Béatrice et  Cristina),.
Il travaille aussi avec Hugues de Courson sur « Mozart l'Égyptien » et a donné en décembre 2012 un concert consacré à cette œuvre au Châtelet à Paris avec l'Orchestre de chambre de Paris, concert retransmis en direct sur radioclassique.
En 2007, il fonde la Fabrique Opéra, structure qui permet de coordonner la production d'opéras coopératifs.
Depuis la création de ce concept, ce sont plus de 70 000 spectateurs qui ont pu assister au Summum de Grenoble à des productions grandioses de La Flûte Enchantée (mise en scène : Gil Galliot) La Traviata, West Side Story, Don Giovanni (mise en scène : Jeanne Roth), Carmen, Aïda (mise en scène : Raphaëlle Cambray), Nabucco et les Contes d'Hoffmann (mise en scène : Jean Jacques Durand).
Aux côtés de Daniel Cohen (généticien) et Jacques Attali, il crée en 2012 une structure nationale sur le modèle de La Fabrique Opéra Grenoble.